# 9·28 사건

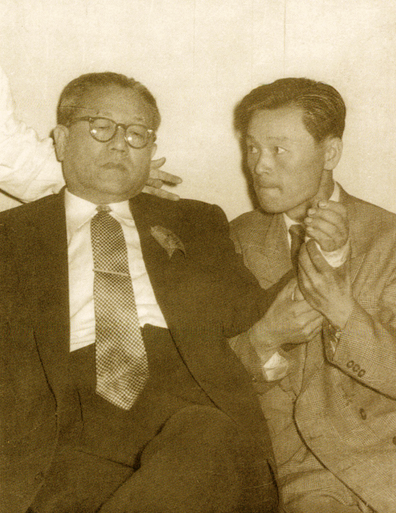
왼손 관통 직후, 경호원의 부축을 받은 장면 박사

9·28 사건 또는 장면 부통령 저격사건은 1956년 9월 28일 대한민국의 제4대 부통령 장면(張勉)이 서울 시공관에서 김상붕 등의 총에 피격된 사건이다., 서울 시공관에서 열린 민주당 전당대회에 참석, 연단에서 연설을 마치고 하단하던 중 복도에서 쏜 최훈, 김상붕 등 5인이 쏜 총에 왼손을 관통당하였다. 손에서는 피가 흘렀으나 장면은 괜찮다고 손을 흔들며 내려왔다. 왼쪽손 관통상을 당하였으며, 저격범 김상붕 등은 '조병옥 박사 만세'를 외치고 도주하였다. 저격범들은 바로 현장 근처에서 체포되고 피격 사건 배후 인물로 지목된 최훈은 10월 1일 구속되었다.
당시 저격범들이 현장에서 '조병옥 박사 만세'를 외친 것은 민주당 내부의 파벌 갈등인 것처럼 꾸미기 위한 것으로, 서울지방검찰청 검사 이홍규 등의 수사로 내무부의 배후 개입 정황이 드러났다. 저격범들은 모두 사형을 선고받았으나 장면의 선처 호소로 모두 감형되었다.

## 사건 관련자 명단

### 현장에 있던 당사자들
- 장면 - 대한민국 부통령, 최훈, 김상붕 등 5인이 쏜 총에 왼손을 관통당하고 병원에 입원
- 곽상훈 - 민주당 신파 지도자
- 조병옥 - 민주당 구파 지도자
- 최훈 - 장면 부통령 저격수
- 김상붕 - 장면 부통령 저격수

### 사건 가담자들
- 최훈 - 장면 부통령 저격수 (장면 부통령의 선처로 감형됨)
- 김상붕 - 장면 부통령 저격수 (장면 부통령의 선처로 감형됨)
- 이덕신 -
- 임흥순 -

### 기타 관계자
- 김종원- 경찰청 치안국장, 사건 관계자로 법정에 회부됨
- 이기붕 - 자유당 지도자[2]
- 이승만 - 당시 대통령

## 사건 초기
시공관에서 열린 민주당 전당 대회에 참석한 그에 대한 암살 미수 사건이 있었다. 1956년 9월 28일 오후 2시 38분경 민주당 전당대회에 참석한 장면 부통령이 민주당원 김상붕이 쏜 총탄에 맞아 왼손을 다쳤다. 경찰은 사건의 배후인물로 민주당 서울 성동지구당 간부 최훈을 체포했으나 그 이상의 배후는 밝혀내지 못했다.

### 사건의 순간
암살 위협을 당원들에게 전해들었으나 1956년 9월 28일 오후 2시 장면은 자신을 보고자 한다는 당원들의 요청에 서울 시공관에서 열린 민주당 전당대회에 참석하였다. 연설을 마치고 내려오던 중 2시 38분경 민주당원 김상붕, 최훈 등 5인이 쏜 총탄에 맞아 왼손을 다쳤다. 현장에서 암살범들은 조병옥 박사 만세를 외쳐서 민주당 내부 갈등인 것처럼 은폐하려 했다. 측근들의 부축을 받고 일어난 장면은 손을 흔들어 자신의 건재를 확인시키기도 했다.

## 경과
1956년 10월 4일 피격사건 국회 특별조사위가 구성되고 서울지방검찰청 검사 이홍규는 사건을 추적, 용의자들을 심문하여 내무부가 배후에 개입했음을 자백받았다. 이홍규는 9·28 사태 수사에 공을 세워 '장면 부통령 저격사건을 파헤쳐 척결검사라는 별명'을 얻기도 했다.
12월에 피격사건 공판이 실시되었으며 1957년 2월 26일 각종 불상사에 대한 고충을 피력하자, 2월 27일 자유당에서는 대중을 선동하지 말라고 반박성명을 냈다. 3월부터 11월까지 부통령 피격 사건의 피해자 겸 증인으로 법정에 출석하였다. 그러나 최종 심리에서 장면은 저격범들에게 사형구형이 확정되자, 선처를 호소하여 저격범들의 감형을 주선했다.
1957년 1월 1일 최훈의 부인이 前성동경찰서 사찰주임 이덕신을 배후인물로 지목하자 검찰은 이덕신도 구속했다. 최훈은 법정에서 "치안국장 김종원이 배후로 생각한다"고 폭로했으나 김종원은 이를 완강히 부인했다. 국회조사단이 조사한 결과 치안국 특수정보과장 장영복 등 경찰간부가 배후조종한 사실을 탐지해냈으나 이 또한 흐지부지되고 말았다.
1957년 3월 피고인들에게 사형이 구형되었으나 1957년 11월 최종 선고에서 사형이 구형되었다. 그러나 저격 배후를 이기붕과 자유당의 소행으로 확신한 장면은 이승만 대통령에게 피격사건 관련 피고인들에 대한 관용을 요청하였다.
1956년 9월 28일 서울 시공관에서 열린 민주당 전당대회에 참석, 현장에 있던 김상붕 등은 유석 조병옥 만세를 외치고, 다른 공범들은 해공 만세를 외쳐서 민주당 내부의 소행인 것처럼 몰고가려 하였다. 김상붕 등 5인은 현장에서 체포되었다. 그러나 범인들은 배후에 대한 진술을 거부하였다. 57년 10월 1일 9.28 피격 사건의 배후로 최훈을 구속하고 10월 4일 장면 부통령 피격사건 특별 조사위원회가 구성되었다. 12월 1일 첫 공판이 열렸고, 12월 18일 피격사건 공판서 배후로 이덕신, 치안국장 김종원 등의 범행사주 진술을 확보했다. 3월 21일 피격범인 이덕신, 최훈, 김상붕 외 5인 등에게 사형이 언도되었고, 11월 1일 피격 사건 대법원 최종 심리에서 저격범 7인에게 사형이 최종 선고되었다. 그러나 장면은 11월 2일 저격범 7인에 대한 관용을 베풀것을 탄원하여, 형을 사형에서 무기징역으로 감형시켰다.

## 결론
1960년 4·19혁명이 성공하자 김종원은 법정에 불려나왔고 그는 "장면박사 저격사건은 전 서울시장 임흥순이 지시했다"고 폭로함으로써 사건의 배후가 백일하에 드러났다. 즉 사건 40일 전 자유당 2인자인 이기붕이 임흥순에게, 임은 내무장관 이익흥에게, 이는 김종원에게, 김은 장역복에게, 장은 박사일 중앙사찰분실장에게, 박은 오충환 시경사찰과장에게, 오는 이덕신에게 범행을 차례로 지시한 것으로 밝혀졌다.

## 사건의 결과
사건을 수사한 서울지방검찰청 검사 이홍규는 수사능력을 인정받아 유명세를 타게 됐다. 그러나 장면에 대한 자유당 정권의 견제와 감시는 노골화되었고, 조봉암의 정치자금 수수 사건에 정부는 사형이라는 극한대응을 하게 된다.

## 같이 보기
| - 10·26 사태 - 한국 전쟁 - 김영삼 초산테러 사건 - 김영삼 의원 제명 파동 - 김대중 납치사건 - 장면 - 아웅산 묘소 폭탄테러 사건 - 송진우 피살 사건 | - 안공근 피살 사건 - 김립 피살 사건 |